# Sabatinca calliarcha
Sabatinca calliarcha là một loài bướm đêm thuộc họ Micropterigidae. Nó được Meyrick miêu tả năm 1912. Loài này có ở New Zealand.
Adults were được tìm thấy ở tháng 12.